# 桜島港
桜島港（さくらじまこう）は、鹿児島県鹿児島市の桜島及び新島にある港湾。港湾法による地方港湾。桜島フェリーが発着する桜島フェリーターミナル及び桜島・新島にある19地区の港湾施設から構成されており、桜島フェリーターミナルについては鹿児島県、それ以外の19地区については鹿児島市が管理を行っている。
桜島港を発着する桜島フェリーは国内でも屈指の輸送実績があり、2018年（平成30年）の「港湾統計年報」によれば桜島港の年間船舶乗降人員数は約344万人となっており、広島県の厳島港、鹿児島市にある対岸の鹿児島港に次いで日本国内3位の乗降人員数を有する。
日本国内でも有数の活火山として知られる桜島にある港であり、桜島港の港湾施設は1973年（昭和48年）に施行された活動火山周辺地域における避難施設等の整備等に関する法律によって整備され、火山災害時には住民や観光客が桜島から避難するための避難港としての役割を有している。

## 歴史

### 袴腰港と桜島フェリー
1934年（昭和9年）に現在の桜島フェリーターミナルにあたる袴腰港が設置され、1939年（昭和14年）には袴腰港が西桜島村営の桜島フェリーの発着所となった。1944年（昭和19年）7月1日には鹿児島港と袴腰港（現在の桜島港）の間で現在の桜島フェリーの前身となる船舶による自動車航送が開始された。
1950年（昭和25年）には武港から袴腰港を経て鹿児島港までの区間の運航を開始したが、1958年（昭和33年）に武港が抜港となり、袴腰港から鹿児島港を結ぶ航路となった。1953年（昭和28年）には袴腰港が地方港湾に指定され、1969年（昭和44年）10月31日には鉄筋コンクリート造3階建てのターミナルビルが完成した。1971年（昭和46年）には袴腰港から桜島港に改称された。

### 集落を結ぶ船の運航と廃止
1974年（昭和49年）までは部落船と呼ばれる桜島の各集落を結ぶ船が運航されていた。1963年（昭和38年）には鹿児島市交通局が運営する鹿児島港・黒神間の黒神航路に「ひまわり」が就航し、1時間20分で結んだ。しかし、道路の開通によるバスや自家用車の利用が進んだことにより鹿児島市は黒神航路の廃止を検討した。
「ひまわり」の航路権が鹿児島県内において交通事業を行っている岩崎産業の手に渡るのを憂れえた西桜島村（のちの桜島町、現・鹿児島市）は、1968年（昭和43年）に旅客定期航路事業として黒神航路を鹿児島市から移管した。移管後は桜島町によって運航されていた黒神航路であったが、移管から8年後となる1976年（昭和51年）3月26日をもって黒神航路のうち浦之前・新島間を除いて全区間の運航が終了し、4月28日には全区間が廃止された。以降は新島の通学生のためのスクールボートが桜島町によって運航された。

### 避難施設としての港湾の整備
1972年（昭和47年）に桜島南岳の噴火が激化したことにより、大量の降灰や噴石の被害が発生したことを契機として「活動火山周辺地域における避難施設等の整備等に関する法律」（昭和48年法律第61号、現在の活動火山対策特別措置法）が制定され、1973年（昭和48年）に施行された。同年12月28日には「 避難施設緊急整備地域を指定した件」（昭和48年総理府告示第35号）により、桜島の全域にあたる鹿児島市野尻町、持木町、東桜島町、古里町、有村町、黒神町、高免町並びに鹿児島郡桜島町が同法による避難施設緊急整備地域に指定された。
同法の規定に基づいて桜島の各集落への避難港の整備が行われた。桜島の西部にあたる鹿児島郡桜島町では1973年（昭和48年）度から1974年（昭和49年）度にかけては西道避難港・赤生原避難港、1974年（昭和49年）度から1975年（昭和50年）度には武避難港・白浜避難港、1979年（昭和54年）度には長谷避難港・藤野避難港・松浦避難港・二俣避難港の8避難港及び赤水漁港の整備が行われた（総事業費：563,662,000円）。
桜島の東側にあたる鹿児島市でも1989年（平成元年）5月1日までに11の避難港を整備した。

### 2000年以降の桜島港

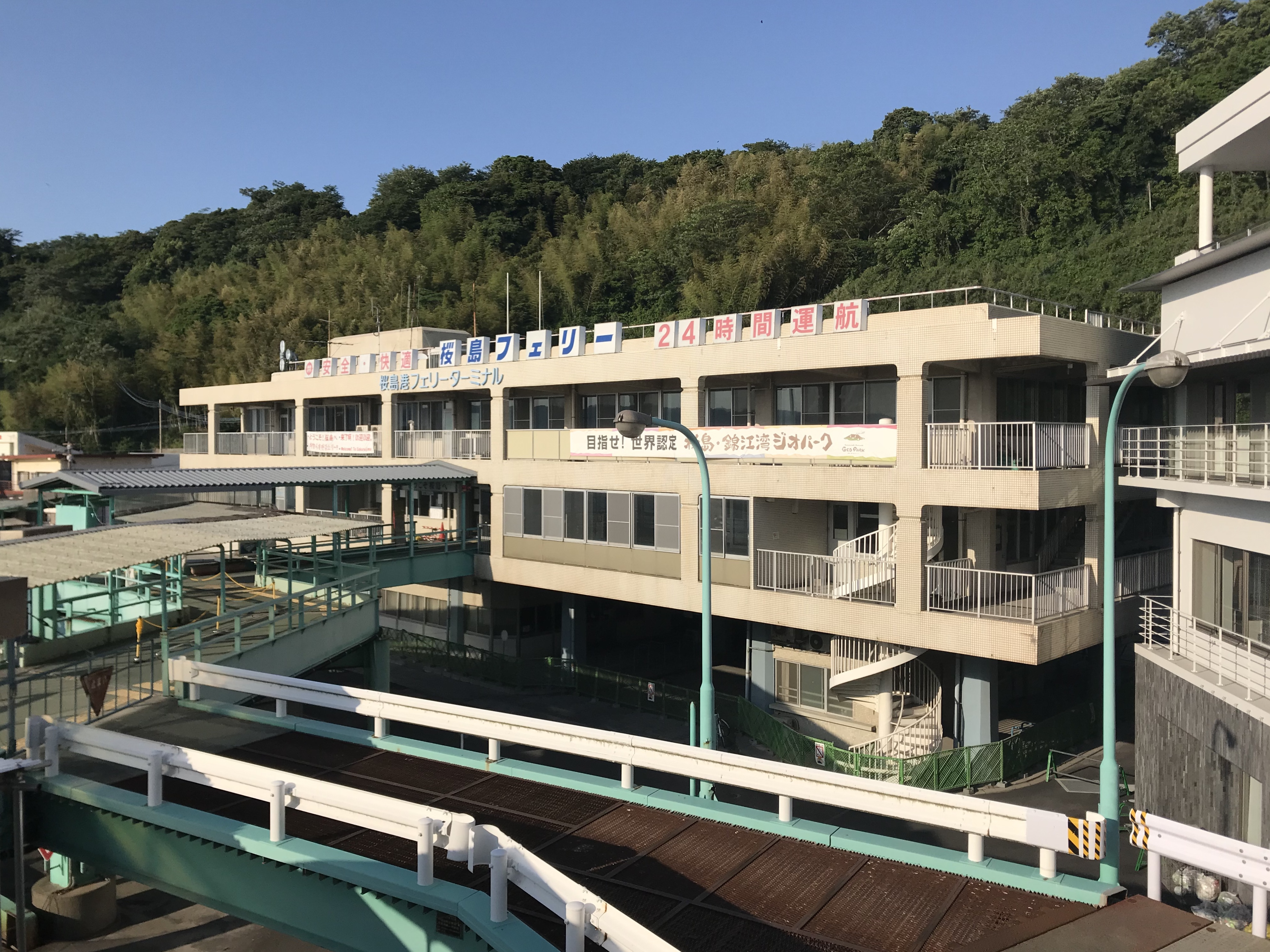
1969年に建設された旧桜島フェリーターミナル

2004年（平成16年）11月1日に桜島の西側にあたる桜島町が鹿児島市に編入されたことにより、桜島港を発着する桜島町が運営していた桜島フェリーは桜島横山町に本局を置く鹿児島市船舶局の運営となった。また、桜島町が港湾管理者となっていた古河良港・新島港・赤生原港・白浜港・西道港・武港・二俣港・松浦港・藤野港・長谷港についても鹿児島市に引き継がれた。
2007年（平成19年）6月29日には鹿児島市が港湾管理者となっている桜島の湯之持木港・古里港・高免港・塩屋ヶ元港・浦之前港・宇土港・園山港・有村港・赤生原港・西道港・白浜港・二俣港・松浦港・藤野港・長谷港・古河良港・新島港を桜島港に統合した。
2011年（平成23年）に策定された「桜島港施設整備計画」によって桜島フェリーターミナルの耐震性について課題が確認され、フェリーの大型化や桜島の噴火災害や1914年（大正3年）に発生した桜島地震クラスの地震、津波にも耐えうる施設への建て替えが検討された。2016年（平成28年）7月に建て替え工事に着手し、2018年（平成30年）3月には老朽化していた桜島フェリーターミナルの建て替え工事が完了して3月19日に鉄筋コンクリート造4階建ての新ターミナルの供用が開始された。また、桜島フェリーターミナルも各集落の港と同様に活動火山対策特別措置法に基づく避難促進施設となっている。

## 避難港としての役割

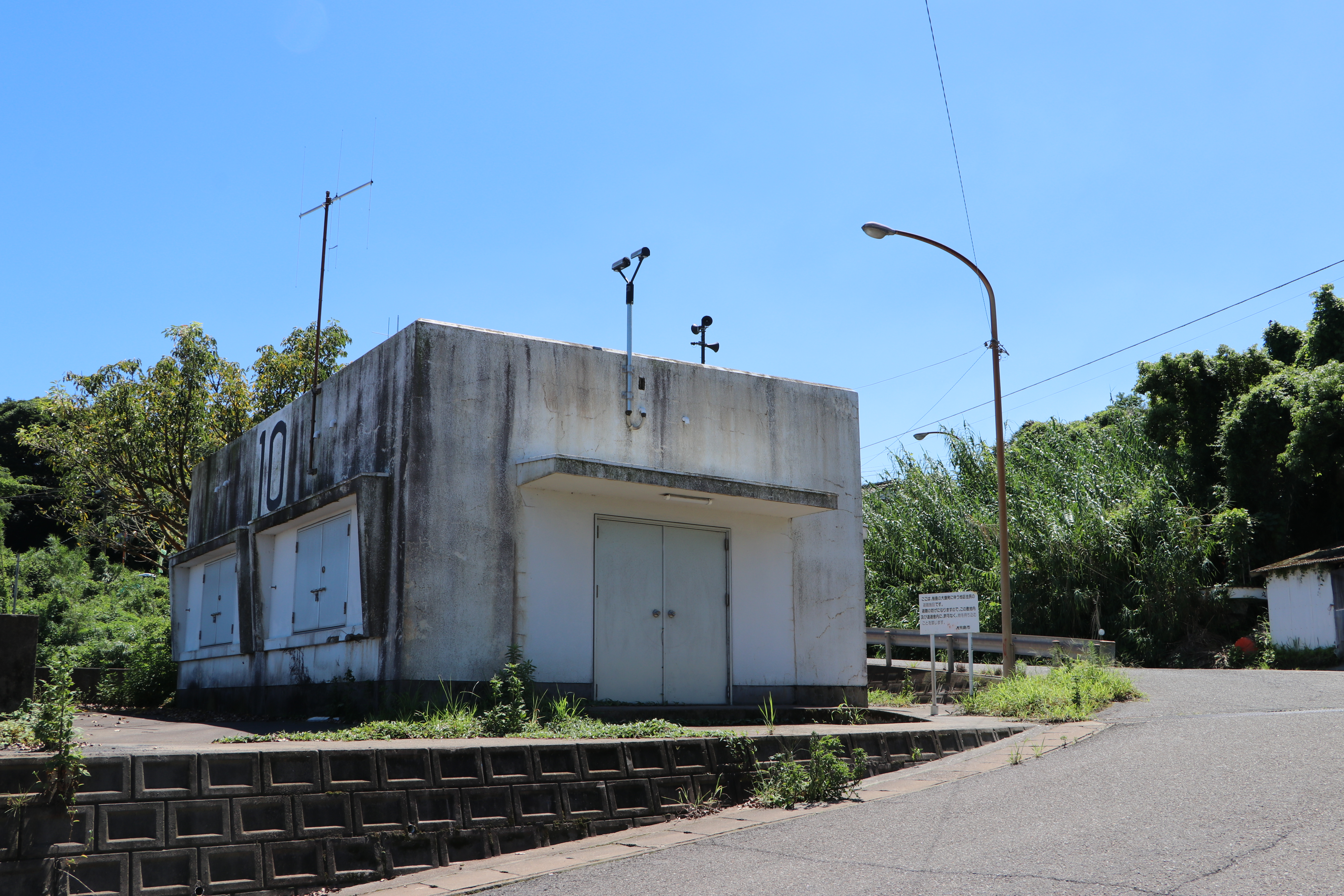
浦之前地区（高免町）の港付近に設置されている退避舎。退避舎の壁には浦之前地区の避難港番号である10の文字が表記されている。

日本国内でも有数の活火山として知られる桜島において噴火などの大規模な火山災害が発生した際には、桜島全域において噴石や火砕流による被害が発生することが想定されており、噴火発生前の早期に桜島島外への避難が必要となる。桜島島内からの避難方法として各集落に設置されている避難港から桜島フェリーや漁船などの救難船舶に乗船して対岸の薩摩半島にある鹿児島市街へ避難することが想定されている。
桜島の住民らは徒歩で避難港付近に整備された退避舎に一時的に避難することとなっている。鹿児島市船舶局の「桜島噴火時等の避難確保計画」によれば桜島横山町にある桜島フェリーターミナルには日中においては観光客を含めて最大1,100人程度が避難することが想定されている。避難港にてフェリーなどの救難船舶に乗船して予め指定されている鹿児島市街の避難所まで輸送される。この場合においては居合わせた観光客は障害者や高齢者と同様に要援護者として対岸に位置する鹿児島市街に避難する予定となっている。

## 地区一覧
桜島港は桜島フェリーが発着する桜島フェリーターミナルのほかに19の地区に分かれており、漁港としての機能とともに、2018年（平成30年）に鹿児島市によって作成された「桜島火山ハザードマップ」によれば桜島港の港湾施設（古河良地区を除く）は桜島における火山災害発生時の避難港としての役割を担う。以下は「鹿児島市港湾管理条例」（平成5年鹿児島市条例第14号）による桜島港の地区の一覧である。
| 地区名                 | 管理者   | 所在地           | 避難港指定                      | 備考                           |
| ---------------------- | -------- | ---------------- | ------------------------------- | ------------------------------ |
| 桜島フェリーターミナル | 鹿児島県 | 桜島横山町       | 避難港21                        | 桜島フェリー発着港             |
| 野尻地区               | 鹿児島市 | 野尻町           | 避難港2                         |                                |
| 湯之持木地区           | 鹿児島市 | 東桜島町・持木町 | 避難港3（持木） 避難港4（湯之） |                                |
| 古里地区               | 鹿児島市 | 古里町           | 避難港5（下村） 避難港6（宮下） |                                |
| 有村地区               | 鹿児島市 | 有村町           | 避難港7                         |                                |
| 塩屋ヶ元地区           | 鹿児島市 | 黒神町           | 避難港8                         |                                |
| 宇土地区               | 鹿児島市 | 黒神町           | 避難港9                         |                                |
| 浦之前地区             | 鹿児島市 | 高免町           | 避難港10                        | 行政連絡船「しんじま丸」発着港 |
| 園山地区               | 鹿児島市 | 高免町           | 避難港11                        |                                |
| 高免地区               | 鹿児島市 | 高免町           | 避難港12                        |                                |
| 新島地区               | 鹿児島市 | 新島町           | 避難港22                        | 行政連絡船「しんじま丸」発着港 |
| 古河良地区             | 鹿児島市 | 桜島白浜町       | 指定なし                        |                                |
| 白浜地区               | 鹿児島市 | 桜島白浜町       | 避難港13                        |                                |
| 二俣地区               | 鹿児島市 | 桜島二俣町       | 避難港14                        |                                |
| 松浦地区               | 鹿児島市 | 桜島松浦町       | 避難港15                        |                                |
| 西道地区               | 鹿児島市 | 桜島西道町       | 避難港16                        |                                |
| 藤野地区               | 鹿児島市 | 桜島藤野町       | 避難港17                        |                                |
| 武地区                 | 鹿児島市 | 桜島武町         | 避難港18                        |                                |
| 長谷地区               | 鹿児島市 | 桜島赤生原町     | 避難港19                        |                                |
| 赤生原地区             | 鹿児島市 | 桜島小池町       | 避難港20                        |                                |

## 定期旅客航路

### 就航中の定期航路

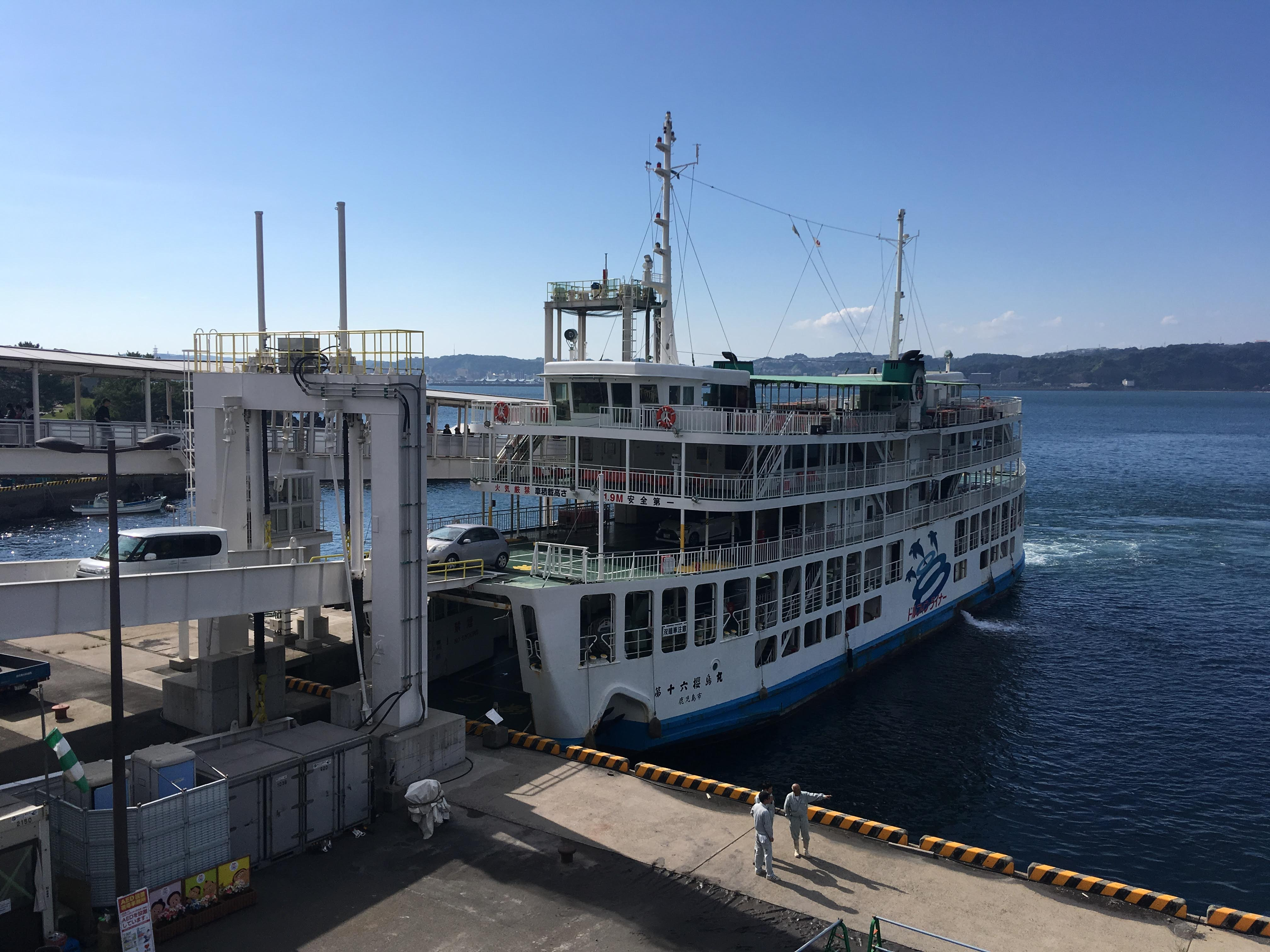
桜島フェリーターミナルに接岸する桜島フェリー

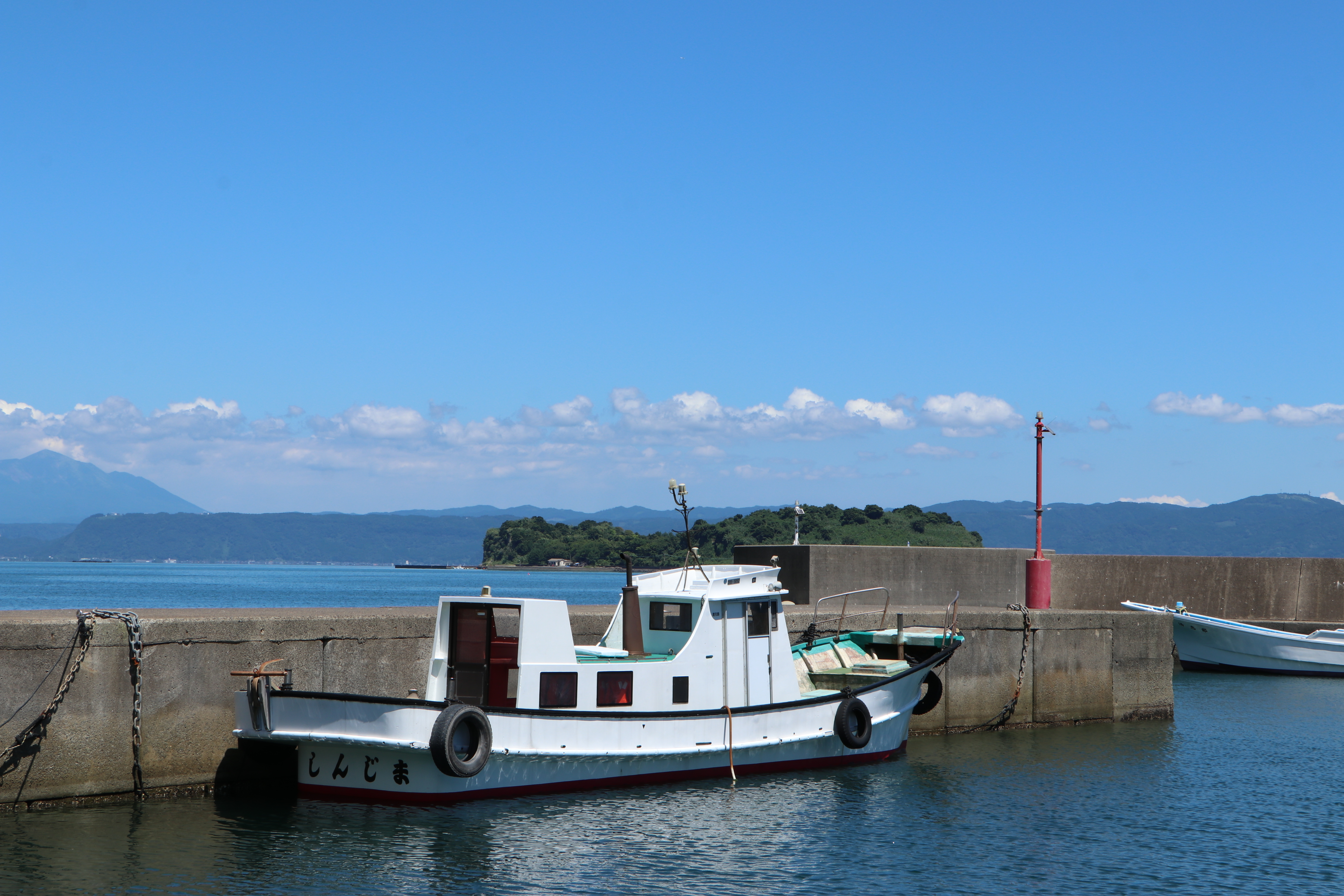
浦之前地区～新島地区を結ぶ「しんじま丸」

- 桜島フェリー（鹿児島港～桜島フェリーターミナル、鹿児島市船舶局）[40]
桜島横山町に本局を置く鹿児島市の地方公営企業である鹿児島市船舶局が運営する公営のフェリーである[41]。鹿児島市街と桜島を結ぶ役割のほか、薩摩半島と大隅半島を結ぶ海上交通機関の役割も果たしている[42]。また火山災害発生時には救難船舶としての役割も果たす[43]。フェリーとしては日本国内で唯一24時間運航を実施しており、鹿児島港と桜島港を日中は10分～15分間隔、夜間は1時間間隔で結んでいる[44]。鹿児島市船舶局によれば、年間の乗客数は520万人、航送車両数は153万台であり世界屈指の輸送量となっている[25][45]。
- 行政連絡船「しんじま丸」（浦之前地区～新島、鹿児島市）[46]

### かつて就航していた定期航路
- 武 - 袴腰 - 鹿児島（西桜島村、1950年（昭和25年）～1958年（昭和33年））[11]
1950年（昭和25年）に武から袴腰を経て鹿児島港までの区間の運航を開始したが[11]、1958年（昭和33年）に武が抜港となり、袴腰 - 鹿児島航路（現在の桜島フェリー）となった[12]。
- 白浜 - 鹿児島（西桜島村、1950年（昭和25年））[11]
- 白浜 - 武（西桜島村、1950年（昭和25年））[11]
- 黒神 - 鹿児島（鹿児島市交通局⇒桜島町、～1976年（昭和51年））[20]